# Hallarmúli
Der Hallarmúli (260 m) ist ein erloschener und stark erodierter Vulkan in Island.

## Lage
Der Berg befindet sich im Westen Islands ungefähr 2 km östlich des Hringvegur und 30 km nördlich von Borgarnes. Im Westen grenzt er an das Tal der Norðurá, im Osten an das der Þverá (Mýrar).
Der Hochschulort Bifröst liegt etwa 5 km nordwestlich des Hallarmúli.

## Geologie
Es handelt sich um die erodierten Reste eines Zentralvulkans, der vor ungefähr vier Millionen Jahren aktiv war. Er kam in seiner Entwicklung nicht sehr weit.